# 下地紫野
下地紫野（日语：／ Shimoji Shino，1993年6月4日—）是日本的女性聲優，沖繩縣出身。血型A型。青二製作所屬。沖繩縣立首里高等學校、青二塾東京校33期畢業。

## 人物
2015年9月16日，在BLOG發表同年10月31日開通Twitter、12月31日停止BLOG更新的消息。
2016年以歌手身分出道，並為電視動畫《斯特拉的魔法》演唱片頭曲God Save The Girls，發行公司為FlyingDog。

## 演出作品
※粗體字為主要角色。

### 電視動畫
2011年
- 島中MiRiKa（日语：島んちゅMiRiKa）（琉璃）

2013年
- 黃金拼圖（女學生B）
- 探險托里蘭托 -1000年的真寶-（〈幼少期〉、小孩怪獸、少女）
- 來自風平浪靜的明天（山下雅美）
- 青春紀行（女學生C）
- ONE PIECE（小孩）

2014年
- 天雷爭霸：復仇者聯盟（少女）
- 偶像學園（大空明里[4]）
- 金色琴弦Blue♪Sky（女性）
- 相撲力士松太郎（日语：のたり松太郎）（百合、女店員、女高中生）
- 英雄銀行（日语：ヒーローバンク）（紅楓、學生C、女子A）
- 黑色子彈（少女A）
- 請問您今天要來點兔子嗎？（女性客A）
- SHIROBAKO（演員2）
- 櫻桃小丸子（店員）
- ONE PIECE（女職員、女、客人們、男孩子、女性、女孩子）

2015年
- 偶像大師 灰姑娘女孩（中野有香[5]）
- 戰國無雙（鈴）
- 你好！！黃金拼圖（女學生C、女學生B）
- 櫻子小姐的腳下埋著屍體（西澤二葉）
- 七龍珠超（天使）
- 監獄學園（女子E、女子C、女子F、女子B、女子）
- ONE PIECE（民眾）
- ONE PIECE 薩波特別篇 ～三兄弟的羈絆奇蹟的再會與繼承的意志～

2016年
- 無彩限的幻影世界（比力氣的幻影）
- 虹色時光（女學生）
- 她與她的貓 -Everything Flows-（小學生）
- 風之又三郎（龜）
- 熊巫女（店員、女孩子、小孩）
- 12歲。～小小胸口的怦然心動～（福田紫乃、女學生、加藤花音）
- 三者三葉（女學生）
- 龍族拼圖X（蘿斯）
- NEW GAME!（店員）
- 藍海少女！（青柳一子）
- 12歲。～小小胸口的怦然心動～ 第二期（加藤花音、女學生、女孩子、補習班的女孩子）
- 斯黛拉的魔法（茶道社員、斯特拉、清水萬里花、客、女孩子）
- 櫻桃小丸子（學生1）

2017年
- 清戀（宮前透）
- 動物朋友（美洲河狸[6]）
- 戰鬥女子學園（國枝詩穗）
- 異世界食堂（拉娜）
- 歡迎來到實力至上主義的教室（井之頭心）
- 偶像學園STARS！（大空明里）
- 偶像大師 灰姑娘女孩劇場 第二期（中野有香）

2018年
- 刀使之巫女（柳瀨美緒）
- POP TEAM EPIC（約瑟夫〈少年〉〈第9話B段〉）
- 妖精森林的小不點（御子地）
- 沒有心跳的少女 BEATLESS（薩托努斯）
- 多田君不戀愛（亞歷山德拉·馬格利特）
- 名侦探柯南（店员）

2019年
- 不吉波普不笑（新刻敬[7]）
- 動物朋友2（美洲河狸、豬）
- 鬼太郎第6期（小野崎美琴）
- 請讓我撒嬌，仙狐大人！（宣傳焗烤的小姐）
- 偶像活動 on Parade！（大空明里）
- 名侦探柯南（花井里香）

2020年
- 戀愛小行星（友利飛鳥）
- 新哆啦A夢（電視記者、競爭者隊伍）
- 池袋西口公園（葉山千裕）

2021年
- 偶像學園Planet！（光澤紅寶石）
- 影宅（夏麗、拉姆）
- 蠟筆小新（龜殼花）
- 瓦尼塔斯的手札（路卡）
- SELECTION PROJECT（當麻真子）
- 世界頂尖的暗殺者轉生為異世界貴族（瑪荷）
- 寶可夢 旅途（綺羅）
- 異世界食堂2（拉娜）
- 特斯拉筆記（ペッター）
- 逆轉世界的電池少女（神水流八雲、オペ美）
- 通靈王（第2作）（賽拉姆）

2022年
- 歡迎來到實力至上主義的教室 2nd Season（井之頭心）
- 數碼寶貝幽靈遊戲（澤井凜）
- 秋葉原冥途戰爭（熊女僕）
- 聖劍傳說 Legend of Mana -The Teardrop Crystal-（莉莎[8]）
- 給不滅的你 Season2（安娜）
- 戀愛Flops（生方）

2023年
- 異世界悠閒農家（露露西·露[9]）
- 飆速宅男 LIMIT BREAK（葦木場翼）
- 我喜歡的女孩忘記戴眼鏡（染谷成海[10]）
- SHY靦腆英雄（SHY／紅葉山輝[11]）

2024年
- 歡迎來到實力至上主義的教室 3rd Season（井之頭心）
- 通靈王FLOWERS（賽拉姆）
- 治癒魔法的錯誤使用法（ベス）
- 百千家的妖怪王子（幼年那智）
- 逃走中 THE GREAT MISSION（ラビ[12]、信樂燒狸貓）
- 終末的火車前往何方？（罌粟花）
- 新人大叔冒險者，被最強隊伍操到死成無敵（安潔莉卡·迪爾姆德[13]）
- SHY靦腆英雄（第2期）（SHY／紅葉山輝[14]）

2025年
- 在沖繩喜歡上的女孩方言講得太過令人困擾（安慶名八重[15]）
- 感謝對戰。 ～大小姐才不玩格鬥遊戲～（一之瀨珠樹[16]）

### OVA
2016年
- 熊巫女（主持人）

2018年
- 妖精森林的小不點「螺絲與床／地爐與博弈」（御子地）[17]

2022年
- 悠悠哉哉少女日和 Nonstop（新里葵）※《悠悠哉哉少女日和 Remember》附贈OAD特裝版

### 劇場版動畫
2014年
- 劇場版 偶像學園（大空明里）

2015年
- 偶像學園！音樂大獎 大家一起獲獎吧！（大空明里）
- 少女與戰車 劇場版（阿琪[18]）

2016年
- 風之又三郎（カメ）
- ONE PIECE FILM GOLD
- 偶像學園！～被盯上的魔法偶活卡～（大空明里）

2017年
- 少女與戰車 最終章 第1話（阿琪、操作員）

2018年
- 劇場版 悠悠哉哉少女日和 度假（新里葵[19]）

2019年
- 少女與戰車 最終章 第2話（阿琪）
- 我們的7日戰爭（鈴原凜）

2021年
- 少女與戰車 最終章 第3話（阿琪）

2022年
- 偶像學園！ 10th STORY ～通往未來的STARWAY～（2022年版）（大空明里）

2023年
- 偶像學園！ 10th STORY ～通往未來的STARWAY～（2023年版）（大空明里[20]）

2025年
- 偶像學園×星光樂園 THE MOVIE -相遇的奇蹟！-（大空明里[21]）

### 網路動畫
2014年
- 美少女戰士Crystal（女性、女性播報員、女高中生）

2019年
- 超级七龙珠英雄（拉古斯）

### 遊戲
2013年
- 偶像學園！2位公主（大空明里）
- 英靈戰士-諸神的黃昏-

2014年
- 偶像學園！偶像生活365天（大空明里）
- 我家公主最可愛（王子姬 藍寶石）
- 影牢 〜闇影公主〜
- 討鬼傳 極（御魂聲）

2015年
- 偶像學園！My No.1 Stage!（大空明里）
- 偶像大師 灰姑娘女孩（中野有香[22]）
- 偶像大師 灰姑娘女孩 星光舞台（中野有香）
- 悠閒神明！（波布島姬、御嶽莉音[23]）
- 魔法使與黑貓維茲（瑪奇卡·露雪）
- 噬神者解放重生（玩家聲音）

2016年
- 偶像學園！寫真舞台！！（大空明里）
- 戰鬥女子學園（國枝詩穗）
- 伊蘇VIII -丹娜的隕涕日-（葵娜）

2017年
- 異度神劍2（焰、光[24]）

2018年
- 真·三國無雙8（辛憲英）
- 真·三國無雙 斬（辛憲英）
- 戰場女武神4（盧芙）
- 天華百劍-斬-（北谷菜切）

2019年
- 超级七龙珠英雄（拉古斯）
- 碧蓝航线（佐治亚）
- 明日方舟（桃金娘）

2020年
- Crash Fever（阿伯提）

2021年
- 賽馬娘 Pretty Derby（中山慶典）
- 破曉傳奇（希儂）
- 月姬 -A piece of blue glass moon-（遠野秋葉）
- 任天堂明星大亂鬥 特別版（焰、光） ※DLC角色
- Melty Blood: TYPE LUMINA（遠野秋葉、秋叶猫姬）
- 聖火降魔錄 英雄雲集（艾緒）

2022年
- 怪物彈珠（包青天[25]）
- Crash Fever（伊隆）

2023年
- 女神異聞錄：夜幕魅影（琴音·蒙塔涅）
- 魔法禁書目錄 幻想收束（雲川鞠亞）
- 原神（夏沃蕾）

### 配音
2015年
- 明日小子麥爾斯（蘿蕾塔）

## 音樂作品

### 單曲
| 枚  | 發售日         | 標題               | 規格編號   | 規格編號   | 最高位 |
| 枚  | 發售日         | 標題               | 初回限定盤 | 通常盤     | 最高位 |
| --- | -------------- | ------------------ | ---------- | ---------- | ------ |
| 1st | 2016年10月26日 | God Save The Girls | VTZL-123   | VTCL-35241 | 62位   |
| 2nd | 2018年8月1日   |                    | VTZL-150   | VTCL-35280 | 45位   |

### 商業搭配
| 樂曲               | 商業搭配                             | 時期   |
| ------------------ | ------------------------------------ | ------ |
| God Save The Girls | 電視動畫《斯特拉的魔法》片頭曲       | 2016年 |
|                    | 電視動畫《春原莊的管理員小姐》片尾曲 | 2018年 |

### 音樂CD
| 發售日  | 名稱                                                 | 演唱名義 | 歌曲名稱             | 備註                              |        |
| 2015年  | 2015年                                               | 2015年 | 2015年               | 2015年                            | 2015年 |
| ------- | ---------------------------------------------------- | --- | -------------------- | --------------------------------- | ------ |
| 6月24日 | 偶像學園！3rd Season插入曲迷你專輯1 Joyful Dance     | from AIKATSU☆STARS! with 大空明（下地紫野）                                                                            | 「Pretty Pretty」    | 電視動畫《偶像學園》插曲          |        |
| 2016年  |                                                      | |                      |                                   |        |
| 3月2日  | THE IDOLM@STER CINDERELLA MASTER 042 中野有香        | 中野有香（下地紫野）                                                                                                   | 「」                 | 遊戲《偶像大師 灰姑娘女孩》角色歌 |        |
| 6月1日  | THE IDOLM@STER CINDERELLA MASTER Cute Jewelries! 003 | 宮本芙蕾德莉卡（高野麻美）、一之瀨志希（藍原琴美）、櫻井桃華（照井春佳）、中野有香（下地紫野）、五十嵐響子（種崎敦美） | 「」 「Near to You」 | 遊戲《偶像大師 灰姑娘女孩》角色歌 |        |
| 6月1日  | THE IDOLM@STER CINDERELLA MASTER Cute Jewelries! 003 | 中野有香（下地紫野）                                                                                                   | 「」                 | 遊戲《偶像大師 灰姑娘女孩》角色歌 |        |

### 旁白
- NOGIBINGO!（第4季起） - NOGIROOM單元

## 外部連結
- 事務所公開簡歷 （页面存档备份，存于）（日語）
- 下地紫野的Blog（日語）
- 下地紫野的X（前Twitter） （日語）